# Irish Hockey Association
De Irish Hockey Association is de nationale hockeybond van Ierland en Noord-Ierland. Schotland, Wales en Engeland beschikken ieder over een eigen hockeybond. De bond ontstond in 2000 toen de Irish Hockey Union voor mannen en de Irish Ladies Hockey Union fuseerden. 
De bond is aangesloten bij de EHF en de FIH. De bond is verantwoordelijk voor alle veld- en zaalhockey activiteiten in Ierland en rondom de nationale ploegen. De bond is verder in acht regionale onderbonden verdeeld. Er zijn 168 clubs en ongeveer 200 scholen bij de bond aangesloten.

## Nationale ploegen
- Ierse hockeyploeg (mannen)
- Ierse hockeyploeg (vrouwen)